# Marlborough (Massachusetts)
Marlborough is een plaats (city) in de Amerikaanse staat Massachusetts, en valt bestuurlijk gezien onder Middlesex County.

## Demografie
Bij de volkstelling in 2000 werd het aantal inwoners vastgesteld op 36.255.
In 2006 is het aantal inwoners door het United States Census Bureau geschat op 38.062, een stijging van 1807 (5.0%).

## Geografie
Volgens het United States Census Bureau beslaat de plaats een oppervlakte van
57,4 km², waarvan 54,6 km² land en 2,8 km² water. Marlborough ligt op ongeveer 102 m boven zeeniveau.

## Geboren
- Marcia Cross (1962), actrice

## Plaatsen in de nabije omgeving
De onderstaande figuur toont nabijgelegen plaatsen in een straal van 12 km rond Marlborough.